# آنی-کیریستینا یوسو
آننی-کیریستینا یوسُ (فنلاندی: Anni-Kristiina Juuso; سامی شمالی: Ánne Risten Juuso؛ زادهٔ ۴ می ۱۹۷۹، در ایوالُ، فنلاند) بانوی بازیگر سامی است که در فیلم‌های فاخته و The Kautokeino Rebellion بازیگر نقش اول زن بود. او برندهٔ جایزهٔ بهترین بازیگر زن از آکادمی فیلم و مطبوعات روسیه شده‌است. یوسُ همچنین برندهٔ جایزهٔ دولتیِ فدراسیون روسیه شد که توسط ولادیمیر پوتین به وی اهدا شد. یوسُ علاوه بر بازیگری، به عنوان خبرنگار در رادیوی سامیِ اولا کار می‌کند.